# Hemithea antigrapha
Hemithea antigrapha là một loài bướm đêm trong họ Geometridae.